# چارلویل ۱۳۹۳۳
سیارک ۱۳۹۳۳ (به انگلیسی: 13933 Charleville، نامگذاری:1988VE1) سیزده هزار و نهصد و سی و سومین سیارک کشف شده‌است که در ۲ نوامبر ۱۹۸۸ کشف شد.
قدر مطلق سیارک برابر ۳۷.۱ است.